# 桑塔木农场
桑塔木农场，是中华人民共和国新疆维吾尔自治区阿克苏地区新和县下辖的一个类似乡级单位。

## 行政区划
桑塔木农场下辖以下地区：
第一生产队、第二生产队、第三生产队、第四生产队、第五生产队、第六生产队、第七生产队、第八生产队和第九生产队。